# Нововасюганське сільське поселення
Нововасюга́нське сільське поселення (рос. Нововасюганское сельское поселение) — сільське поселення у складі Каргасоцького району Томської області Росії.
Адміністративний центр — село Новий Васюган.
Населення сільського поселення становить 1968 осіб (2019; 2356 у 2010, 2669 у 2002).
Станом на 2002 рік до складу Нововасюганської сільської ради входило також село Майськ, яке зараз перебуває в межах міжселенної території.

## Склад
До складу сільського поселення входять:
| Населений пункт     | Населення, осіб (2002) | Населення, осіб (2010) |
| ------------------- | ---------------------- | ---------------------- |
| Айполово, присілок  | 20                     | 5                      |
| Новий Васюган, село | 2649                   | 2351                   |